# OR5H1
OR5H1 (англ. Olfactory receptor family 5 subfamily H member 1) – білок, який кодується однойменним геном, розташованим у людей на 3-й хромосомі. Довжина поліпептидного ланцюга білка становить 313 амінокислот, а молекулярна маса — 35 387.
| 10         |  | 20         |  | 30         |  | 40         |  | 50         |
| ---------- |  | ---------- |  | ---------- |  | ---------- |  | ---------- |
| MEEENATLLT |  | EFVLTGFLYQ |  | PQWKIPLFLA |  | FLVIYLITIM |  | GNLGLIAVIW |
| KDPHLHIPMY |  | LLLGNLAFVD |  | AWISSTVTPK |  | MLNNFLAKSK |  | MISLSECKIQ |
| FFSFAISVTT |  | ECFLLATMAY |  | DRYVAICKPL |  | LYPAIMTNGL |  | CIRLLILSYV |
| GGILHALIHE |  | GFLFRLTFCN |  | SNIVHHIYCD |  | TIPLSKISCT |  | DSSINFLMVF |
| IFSGSIQVFS |  | IVTILVSYTF |  | VLFAILKKKS |  | DKGVRKAFST |  | CGAHLFSVSL |
| YYGPLLFIYV |  | GPASPQADDQ |  | DMVEPLFYTV |  | IIPLLNPIIY |  | SLRNKQVTVS |
| FTKMLKKHVK |  | VSY        |  |            |  |            |  |            |

A: Аланін

C: Цистеїн

D: Аспарагінова кислота

E: Глутамінова кислота

F: Фенілаланін

G: Гліцин

H: Гістидин

I: Ізолейцин

K: Лізин

L: Лейцин

M: Метіонін

N: Аспарагін

P: Пролін

Q: Глутамін

R: Аргінін

S: Серин

T: Треонін

V: Валін

W: Триптофан

Кодований геном білок за функціями належить до рецепторів, g-білокспряжених рецепторів, білків внутрішньоклітинного сигналінгу. 
Локалізований у клітинній мембрані, мембрані.